# سندی وکسلر
سندی وکسلر (انگلیسی: Sandy Wexler) یک فیلم کمدی به کارگردانی استیون بریل است که در سال ۲۰۱۷ منتشر شد.

## بازیگران
- آدام سندلر سندی وکسلر[۱]
- جنیفر هادسون
- کوین جیمز[۱]
- تری کروس بابی[۱]
- راب اشنایدر[۱]
- کالین کوئین[۱]
- نیک اسواردسون[۱]
- لامورنه موریس[۱]
- آرسنیو هال[۱]
- جین سیمور (بازیگر)[۲]
- کارل ویترز[۲]
- جاد اپتاو[۳]
- جیمی گری هایدر جسی
- هنری وینکلر[۳]
- کریس راک[۳]
- دانا کاروی[۳]
- دیوید اسپید[۳]
- پالی شور[۳]
- پال رودریگز[۳]
- ریچارد لویس (کمدین)[۳]
- داریوس راکر[۳]
- کانن اوبراین[۳]
- پن جیلت[۳]
- وانیلا آیس[۳]
- آدام سندلر آمی[۳]
- اوگینو دربز
- ایدو موزری یوری